# رمیگ اشتومپف
رمیگ اشتومپف (انگلیسی: Remig Stumpf؛ زادهٔ ۲۵ مارس ۱۹۶۶ - درگذشته ۱۴ مه ۲۰۱۹) دوچرخه‌سوار اهل آلمان بود.